# Скафандр

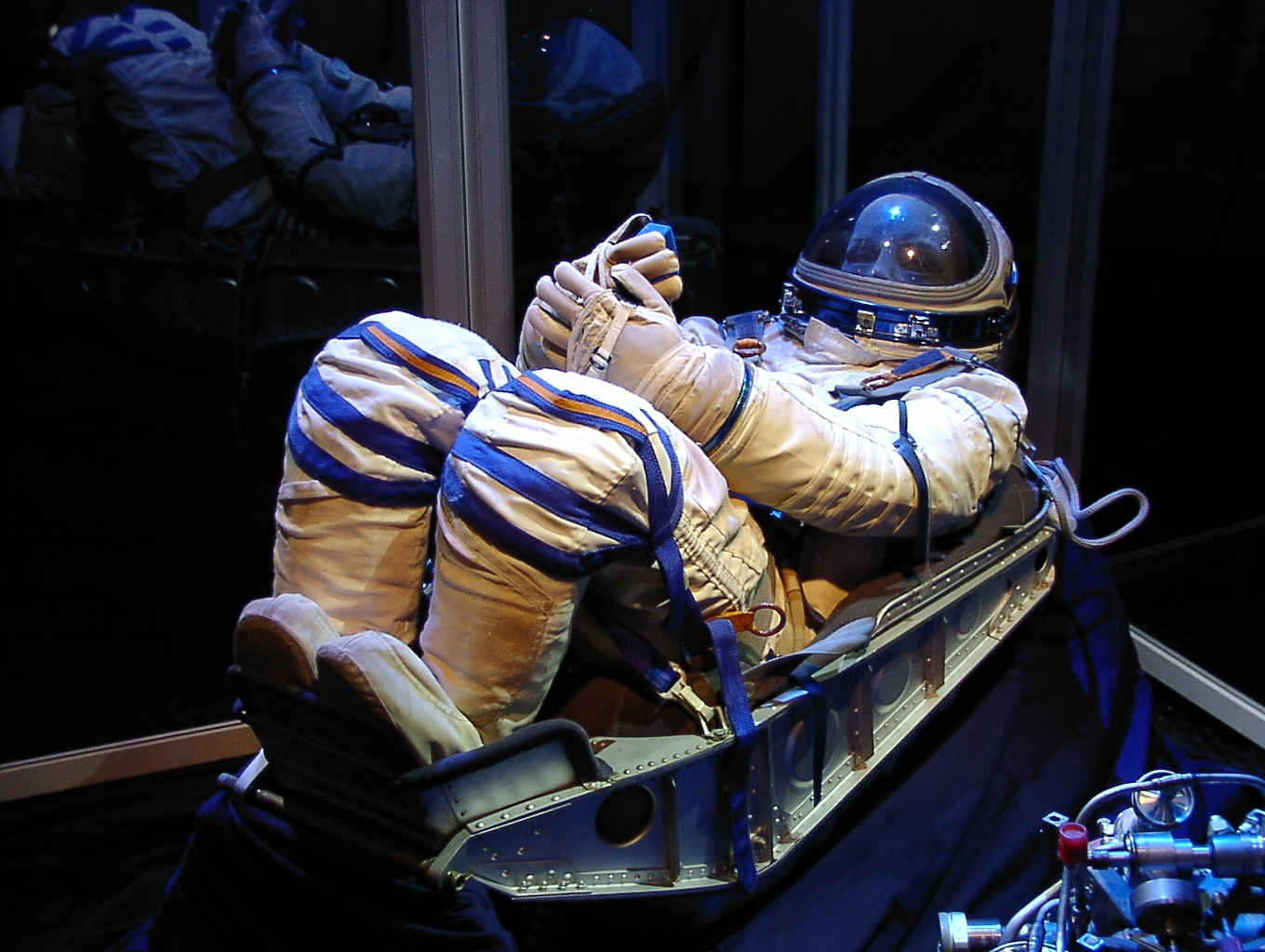
Космічний скафандр «Сокіл»

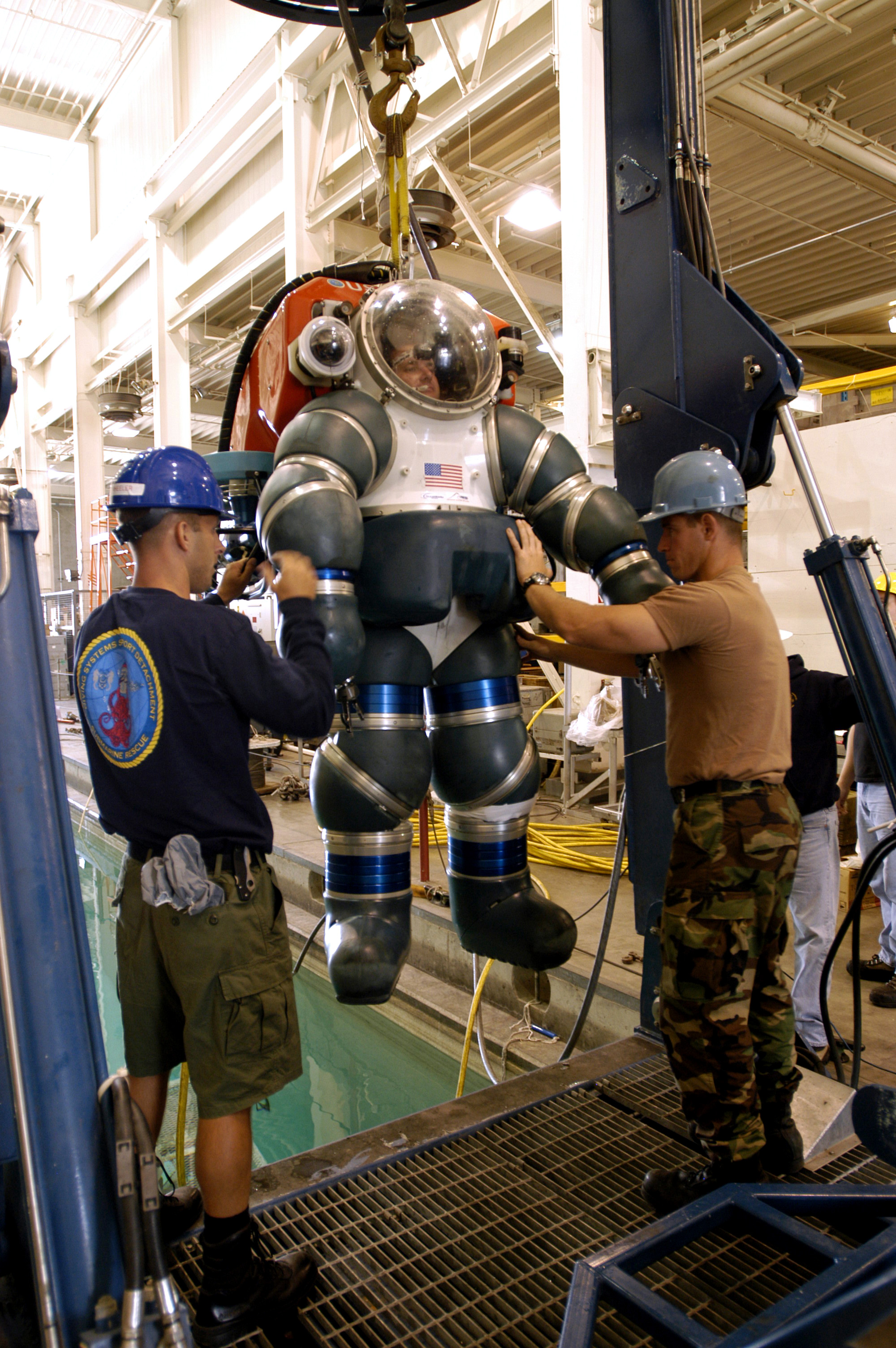
Тренування водолаза.

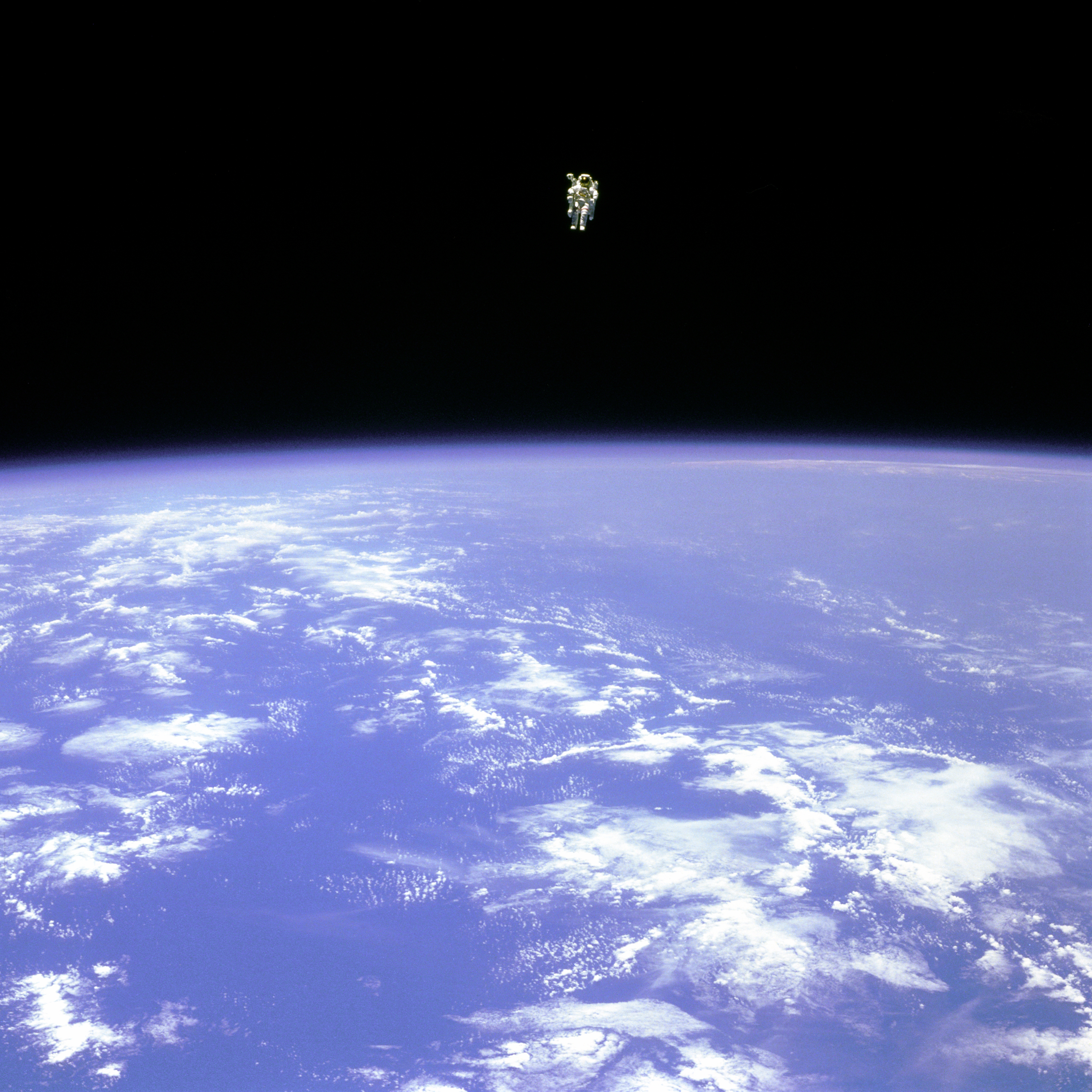
Космонавт у скафандрі у відкритому космосі.

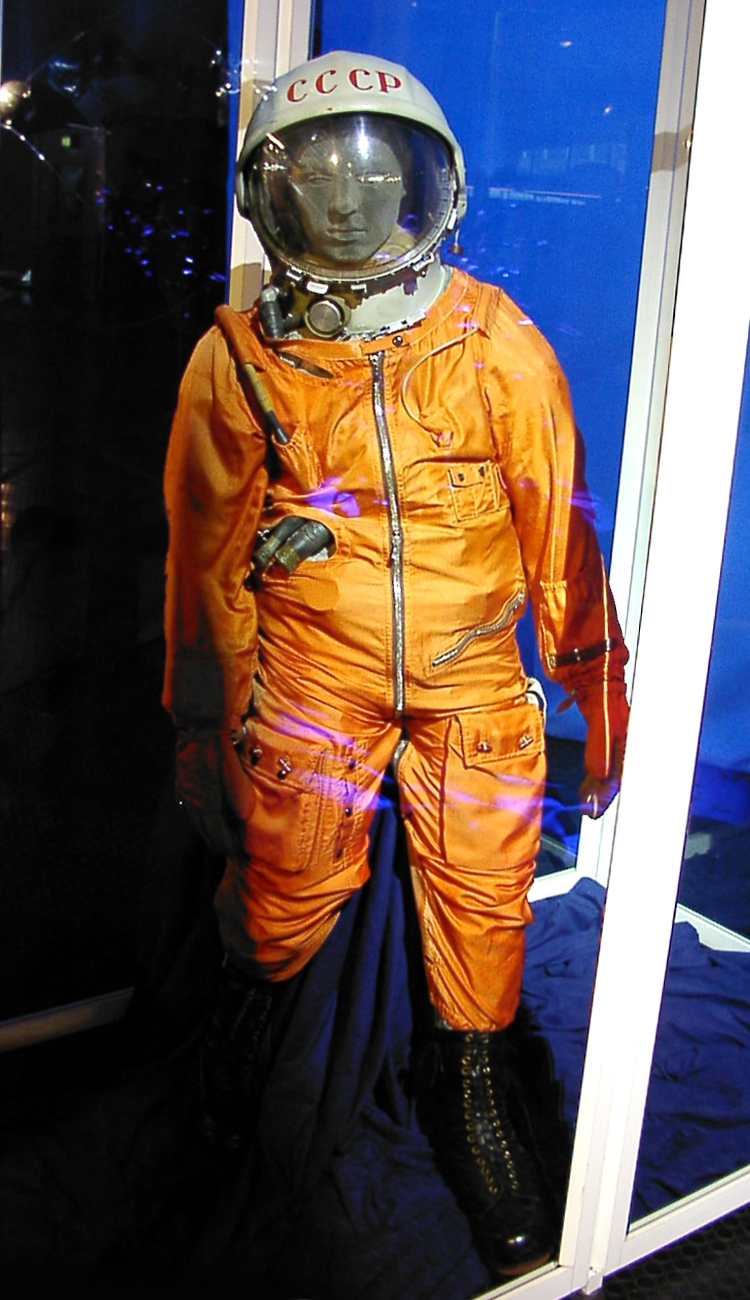
ск-1 Скафандр Гагаріна

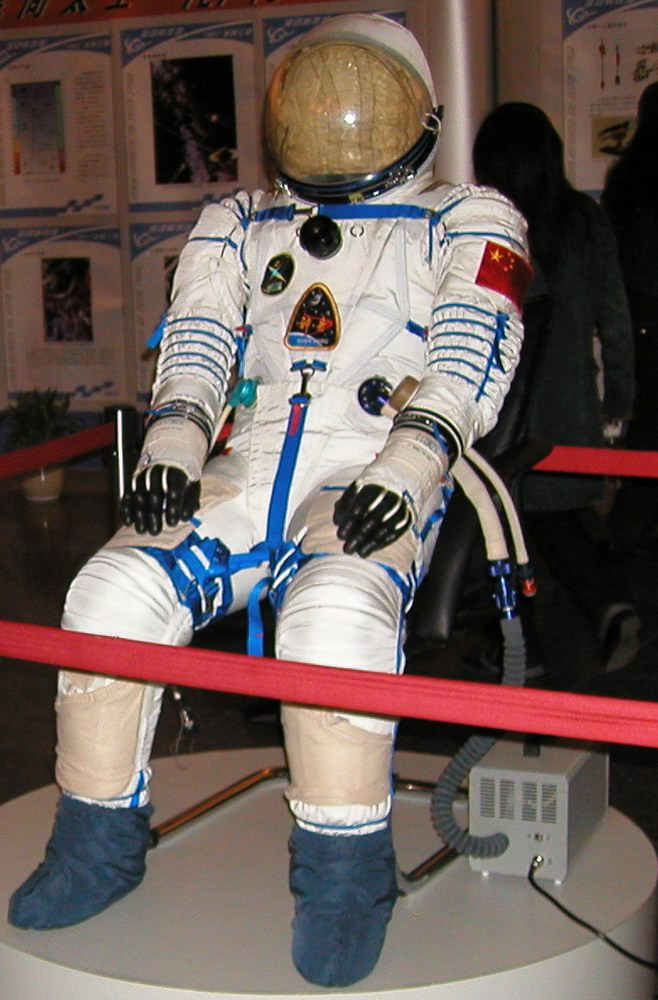
Скафандр космонавта

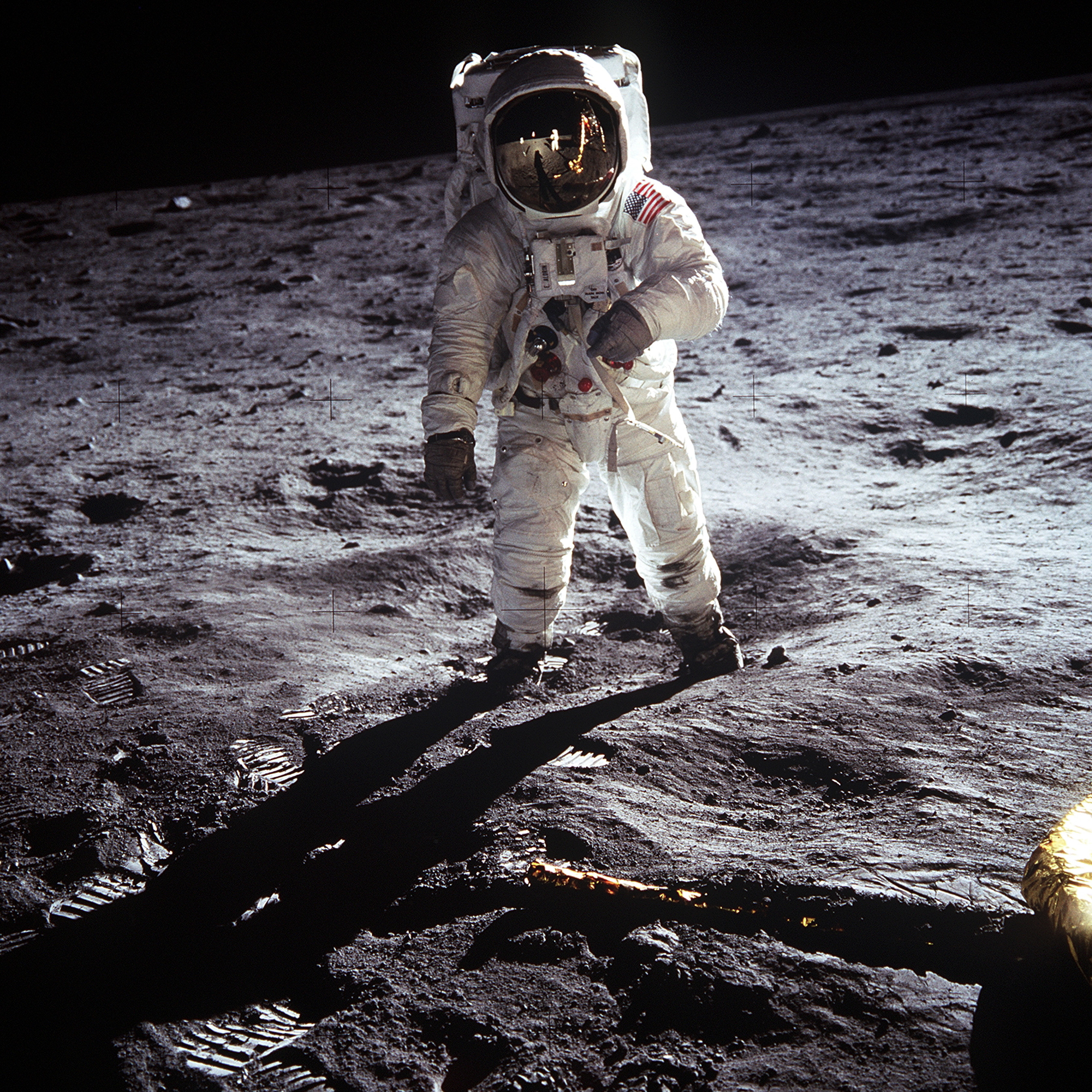
Скафандр астронавта для висадки на поверхню Місяця за програмою «Аполлон»

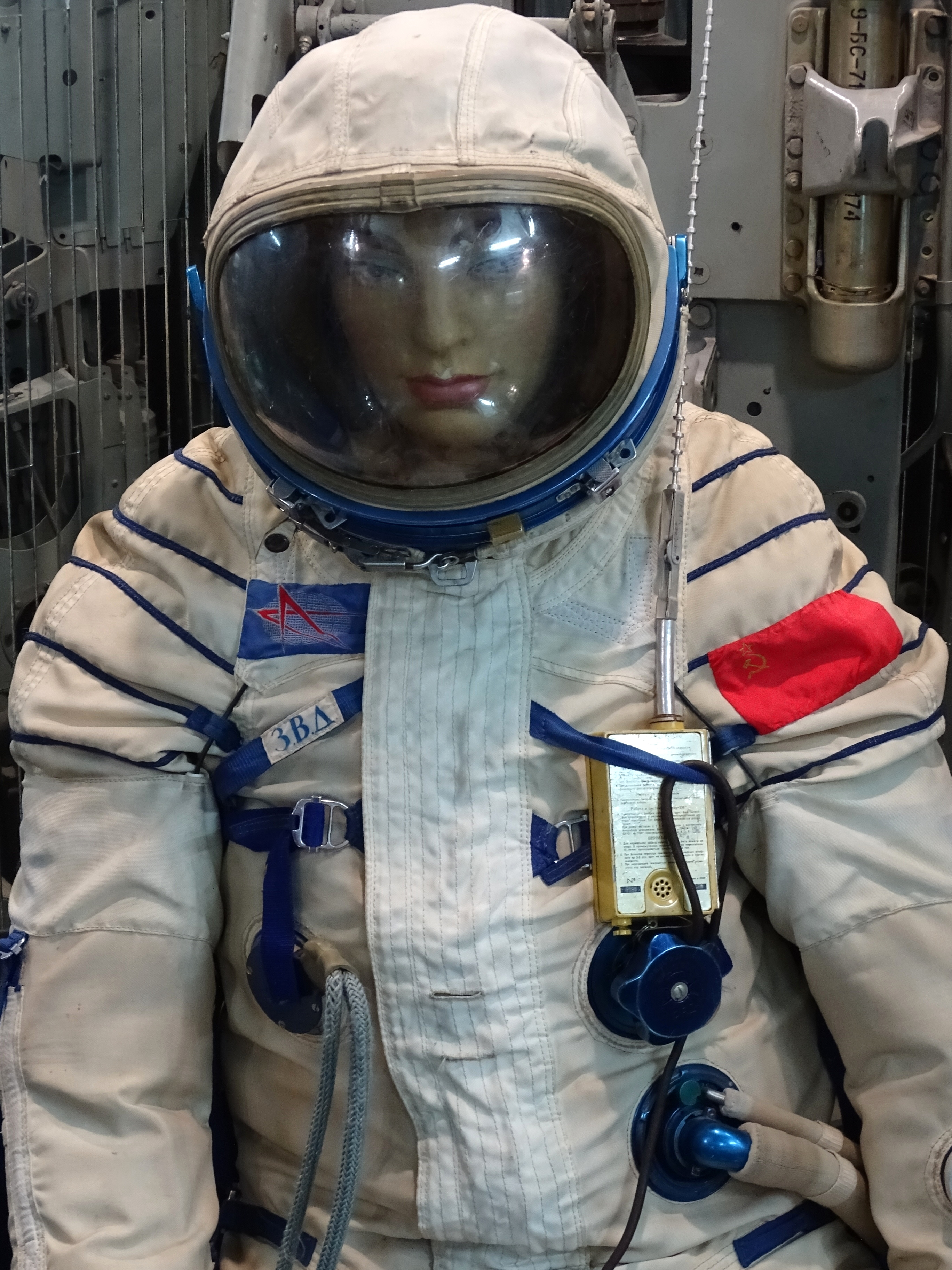
Скафандр радянського космонавта.

Скафа́ндр (від грец. σκάφος — «човен, судно» + ανδρός — родовий відмінок від ανήρ — «людина». Буквально — «човнолюдина») — спеціальне спорядження, призначене для ізоляції людини (або тварини) від зовнішнього середовища — від тиску або вакууму, температури (високої та низької), випромінювань.
Нормобаричний скафандр — спорядження, призначене для глибоководних (до 600 метрів) робіт під час яких пілот скафандра продовжує перебувати при звичайному атмосферному тиску, що виключає негативні прояви декомпресії, азотне, кисневе та інші отруєння.
Інші види скафандрів — космічні, пожежоізоляційні, авіаційні тощо.

## Небезпеки виходів у відкритий космос
Виходи у відкритий космос небезпечні з різних причин. Глибокий вакуум, екстремальні температури від мінус 150 °С до плюс 150 °С, випромінювання Сонця, імовірність зіткнення з частками космічного сміття або з мікрометеоритами. В умовах відкритого космосу космонавта захищає скафандр.
Потенційною небезпекою є можливість втрати або неприпустимого віддалення від космічного корабля, яка може призвести до загибелі через закінчення запасу дихальної суміші. Небезпечні також можливі пошкодження або проколи скафандрів, розгерметизація котрих загрожує декомпресією та швидкою смертю, якщо космонавти не встигнуть вчасно повернутись до корабля. Інцидент з пошкодженням скафандра стався під час польоту «Атлантіса» STS-37, маленький прутик проколов рукавицю одного з астронавтів. Завдяки щасливій випадковості розгерметизації не відбулося, оскільки прут застряг та блокував собою утворений отвір. Прокол навіть не помічали до повернення космонавтів на корабель та перевірки скафандрів.
Відомо, що найперший досить небезпечний інцидент стався під час першого виходу космонавта у відкритий космос 1965 року. Виконавши програму першого виходу, Олексій Леонов зіткнувся з проблемою повернення на корабель, оскільки відпустив поручень і в умовах невагомости не міг увійти ногами у люк шлюзової камери космічного корабля «Восход-2». Це відбулося через недоліки у підготовці до першого виходу у відкритий космос. Його скафандр роздувся. Також шарніри скафандра «Беркут» мали недостатню рухливість, котра напряму залежить від рівня тиску у скафандрі. Здійснивши кілька спроб увійти до шлюзу ногами уперед, космонавт вирішив увійти до нього головою уперед. Прокрутивши регулятор тиску, космонавт знизив рівень надлишкового тиску у скафандрі з режиму 0,4 атм на режим 0,27 атм, що дозволило йому повернутися до шлюзової камери. Можливість зниження тиску була передбачена конструкцією скафандра. Всередині камери космонавт з великими труднощами розвернувся та зачинив за собою люк. Потім шлюзова камера була надута, тиск в ній зрівнявся із тиском у кабіні корабля. Космонавт Леонов повернувся у корабель.
Ще один потенційно небезпечний випадок стався під час другого виходу у відкритий космос астронавтів космічного корабля «Діскавері» (політ STS-121). Від скафандра Пірса Селлерса від'єдналася спеціальна лебідка, котра допомагає повертатися на станцію та не дає космонавтові вилетіти у відкритий космос. Своєчасно помітивши проблему, Селлерс зі своїм напарником змогли закріпити пристрій і вихід був завершений успішно.
Станом на кінець 2012 року здійснено сотні виходів у відкритий космос. Вирішено багато наукових завдань, здійснено ремонти космічних кораблів, станцій та супутників. Найбільш відомий ремонт телескопу «Хаббл», котрий відремонтували астронавти. Скафандри для виходу у відкритий космос здійснили значну еволюцію з часів «Беркута». Космонавтами зібрано чимало конструкцій (антени, ферми, сонячні батареї тощо). Доведена можливість успішної роботи людини у відкритому космосі. Розробка спеціальних телекерованих або автономних роботів поки що не увінчалась успіхом.

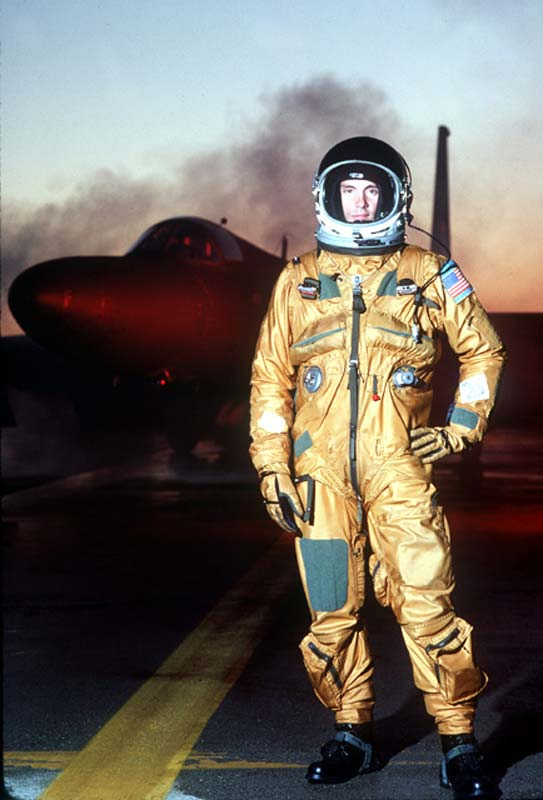
Скафандр авіаційний. Літак-розвідник Локхід У-2

## Цікаві відомості
- Перші зразки космічних скафандрів були виготовлені в кінці 1950х років у СРСР.
- Для висадки на поверхню Місяця за програмою «Аполон» в 1969–1972 роках був створений скафандр «Apollo A7L». Це був скафандр м'якого типу. Він складався з 17 шарів різних міцних матеріалів. Під зовнішній скафандр надягали терморегулювальний комбінезон, пронизаний мережею трубок з циркульованою в них водою. Маса місячного скафандра становила близько 90 кг. Автономна система життєзабезпечення була розрахована на шість годин роботи на поверхні Місяця плюс 30 хвилин аварійного резерву.
- Списаний скафандр «Орлан-М» 2006 року став оболонкою для експериментального мінісупутника[4].
- У вересні 2024 року Китайське національне космічне управління (CNSA), яке розраховує здійснити першу висадку тайконавтів на Місяць орієнтовно в 2028 році, вперше представило широкому загалу скафандр для діяльності тайконавтів на Місяці[5].